# Сюзанна Фрейзер
Сюзанна Фрейзер  (англ. Suzie Fraser, 27 серпня 1988, Брисбен, Австралія) — австралійська ватерполістка, олімпійська медалістка.

## Виступи на Олімпіадах
| Олімпіада  | Дисципліна | Місце |
| ---------- | ---------- | ----- |
| Пекін 2008 | водне поло | 3     |